# Зоотрополіс
«Зоотрополіс» (англ. Zootopia; Zootropolis (у Великій Британії та Ірландії)) — американський комп'ютерно-анімаційний фільм, знятий Байроном Говардом, Річем Муром і Джаредом Бушем. Лауреат премії «Оскар» в номінації «Найкращий анімаційний фільм». Прем'єра стрічки в Україні відбулася 17 березня 2016 року. Фільм розповідає про кролицю Джуді Гопс, яку призначають захищати закон у Зоотрополісі.

## Сюжет
Фільм розповідає про Зоотрополіс — сучасне місто, населене антропоморфними тваринами. Як і будь-який мегаполіс, Зоотрополіс поділений на райони, кожен з яких повністю повторює природне місце існування його мешканців. Тварини у світі Зоотрополісі колись були дикими, але з часом еволюціонували й тепер здобич і хижаки цивілізовано живуть одне з одним.
У центрі оповідання — кролиця Джуді Гопс. З дитинства вона мріяла стати поліціянтом. Попри дитячу образу з боку лиса-хулігана Гідеона Грея і занепокоєння батьків, вона вирішує досягти своєї мети. Пройшовши поліційну академію з відзнакою, Джуді їде в Зоотрополіс.
Однак у перший день роботи їй доручають не ловити злочинців, а всього-на-всього виписувати штрафи на паркованні. З цією роботою Джуді прекрасно справляється. Закінчивши її, вона звертає увагу на підозрілого рудого лиса, на ім'я Нік Крутихвіст. Лис хоче купити в слонячому магазині величезний пломбір своєму малюкові, але йому не продають з тієї причини, що в слонячому кафе обслуговують тільки слонів. Джуді, вирішивши зробити добру справу, загрожує продавцям перевіркою санепідемстанції, заодно сплативши вартість пломбіру. Нік дякує і йде, але в той же день Джуді розкриває його махінацію: разом зі своїм подільником Фенеком (який тільки прикидався дитиною) він перетоплює величезний пломбір на багато «солодких лапок» для хом'яків, продає, а палички, що залишилися, реалізує у вигляді дощок. Джуді намагається його заарештувати, але Нік формально законів не порушує. Заодно Нік каже, що в Зоотрополісі всім начхати на її мрії та що їй не дано стати поліцейським.
На другий день Джуді вже не така радісна і виписує штрафи з великим небажанням, але в якийсь момент їй посміхається удача. Джуді вдається затримати грабіжника Дюка Тягнюка, що вкрав з магазину бульби одної отруйної рослини. Проте, її начальник Гримало цього не оцінює, адже Джуді самовільно покинула пост і під час погоні мало не зруйнувала «Малу Гризляндію». У цей момент до кабінету заходить пані Видревська, чий чоловік пропав 10 днів тому разом з тринадцятьма іншими громадянами по всьому місту. Джуді викликається добровільно відшукати Казимира Видревського, але шеф Гримало вже зібрався звільнити кролицю за брак субординації. Ситуацію раптово рятує Дуня Вівцянка, заступниця мера Зоотрополіса Левогрива, яка повідомила йому про успіх програми з інтегрування ссавців. Гримало дозволяє Джуді брати участь у розшуку, але з умовою: якщо протягом двох діб вона не справиться із завданням, вона мусить добровільно звільнитись з поліції. Єдиний знімок зі справи знову приводить Джуді до Ніка. Схитрувавши та записавши на ручку-диктофон доказ, що Нік не платить податки з продажу «солодких лапок», вона змушує його піти на співпрацю з поліцією.
Казимира Видревського в останній раз бачили в нудистському клубі. Там новоспечені напарники дізнаються номер машини, на якій Видревський покинув клуб. Оскільки у Джуді немає доступу до бази, Ніку знову доводиться їй допомагати. У нього є знайомий в департаменті пересування ссавців, на ім'я Шмиг. Оскільки Шмиг — лінивець і працює вкрай повільно, номер пробивається їм тільки з настанням ночі. Шукана машина зареєстрована в районі Тундратауна. Потрапивши туди та знайшовши машину, напарники були схоплені білими ведмедями місцевого кримінального авторитета пана Велета. За давнє шахрайство з боку Ніка пан Велет хоче заморозити їх обох, але його дочка просить цього не робити (її врятувала Джуді від статуї бублика під час погоні за Дюком). Пан Велет розповідає, що Видревський не доїхав до нього, оскільки раптово озвірів, напав на водія і зник. Джуді та Нік вирушають в тропічний район за шофером, Лео Пардасом. Але під час розмови пан Пардас теж дичавіє. Зумівши прикувати його наручниками до мосту, Джуді викликає своїх співробітників. Однак Пардас зникає, тому шеф Гримало не вірить їй і вимагає віддати поліцейський значок. Раптово Нік заступається за свою напарницю, аргументуючи тим, що справа складна, а за домовленістю у них є ще 10 годин. Уже перебуваючи на канатній дорозі, Нік розповідає, що в дитинстві його теж сильно образили травоїдні із загону скаутів просто за те, що він лис. Тому він вирішив відповідати стереотипам.
Вранці Нік згадує, що по всіх дорогах стоять камери відеоспостереження, які могли зафіксувати пропажу Пардаса. Джуді за допомогою пані Вівцянки отримує доступ до записів і виявляє, що ягуара забрали якісь вовки. Визначивши по камерах їх місцеперебування, Джуді та Нік потрапляють у закинуту лікарню. Там вони нарешті виявляють Видревського і всіх інших зниклих, які також здичавіли. Там же знаходиться мер Левогрив, чиї слова Джуді записує на свій смартфон. Герої вибираються із лікарні та викликають підмогу, мера затримують за підозрою у викраденнях.
На пресконференції Джуді повідомляє журналістам, що у всіх випадках здичавілі — хижаки. Відносно причин вона каже, що хижі звірі «схильні до агресії та в них прокидається первісна кровожерливість». Нік, почувши ці слова і прийнявши їх на свій рахунок, дуже сильно ображається на Джуді та відкидає пропозицію стати її офіційним напарником. Після цього в місті стає неспокійно, хижаків починають гнобити та боятися.
Новий мер Зоотрополіса Дуня Вівцянка пропонує Джуді стати речником поліцейського департаменту. Однак та, відчуваючи свою провину перед хижаками, відмовляється від посади та повертається на рідну ферму продавати моркву. Там вона дізнається, що нічні сирени — не вовки, а отруйні квіти. Джуді швидко повертається в Зоотрополіс, знаходить Ніка і в сльозах просить у нього вибачення. Нік погоджується далі їй допомагати. Знайшовши Дюка, який викрав бульби тої самої квітки, напарники за допомогою пана Велета випитують у нього особу замовника. Вони знаходять барана, на ім'я Дог, який за допомогою екстракту квітки прибирав хижаків на замовлення.
Джуді й Нік викрадають весь вагон-лабораторію, в якому працював баран. У результаті вагон терпить аварію і вибухає, але Ніку вдається зберегти пістолет із токсином як речовий доказ. У музеї на них нападають підручні Вівцянки. Саме вона хотіла за допомогою токсину налаштувати населення проти хижаків, яких у місті меншість, і помститися меру міста за неповагу. Джуді під час погоні сильно ранить лапу, і їй з Ніком доводиться прикинутися, ніби Нік здичавів від капсули із токсином. Джуді демонструє запис розмови, де Вівцянка зізнається, що вона захопила владу. Збентежена вона намагається втекти, але її затримують поліцейські, яких вона сама ж і викликала, сподіваючись підставити напарників.
Після успішного розкриття справи та завершення кризи мера Леодора Золотогривого виправдовують, здичавілих тварин виліковують, а Нік вступає до лав поліції. Тепер Джуді та Нік офіційні напарники та вірні друзі. Першою спільною їх справою стає пошук гонщика, яким виявляється лінивець Шмиг.
У титрах всі герої фільму збираються на концерті попзірки Газель.

## Український дубляж
Фільм дубльовано студією «Le Doyen» на замовлення компанії «Disney Character Voices International» у 2016 році.
- Перекладач тексту і пісні — Роман Кисельов
- Режисер дубляжу — Анна Пащенко
- Музичний керівник — Тетяна Піроженко
- Творчий консультант — Maciej Eyman
- Диктор — Євген Сінчуков

| Персонаж             | Оригінальне озвучення | Український дубляж   | Опис                                                                                           |
| -------------------- | --------------------- | -------------------- | ---------------------------------------------------------------------------------------------- |
| Джуді Гопс           | Джінніфер Ґудвін      | Марина Локтіонова    | Європейська кролиця з «Довгих нір», яка вступає на службу в Зоотропольське управління поліції. |
| Нік Крутихвіст       | Джейсон Бейтман       | Роман Чупіс          | Рудий лис, який заробляє на життя малими шахрайствами.                                         |
| Газель               | Шакіра                | Злата Огнєвіч        | Газель Томсона, відома поп-зірка, мешканка «Центральної саванни».                              |
| шеф Гримало          | Ідріс Ельба           | Кирило Нікітенко     | Африканський буйвіл, шеф поліції першого округу поліції Зоотрополіса.                          |
| Бенджамін Шкрябогриз | Нейт Торренс          | Дмитро Мялковський   | Гепард, працює диспетчером у поліцейському відділку.                                           |
| Мер Левогрив         | Джонатан Сіммонс      | Микола Боклан        | Лев, благородний та самозакоханий мер Зоотрополісу.                                            |
| Дуня Вівцянка        | Дженні Слейт          | Марина Андрощук      | Вівця, помічниця мера та головна антагоністка мультфільму.                                     |
| Сьома                | Дон Лейк              | Анатолій Зіновенко   | Європейський кролик, батько Джуді та фермер моркви.                                            |
| Боня                 | Бонні Гант            | Тетяна Зіновенко     | Європейська кролиця, мати Джуді.                                                               |
| Джамбо               | Джон ДіМаджіо         | Віктор Бронюк        | Африканський слон, який утримує магазин морозива для слонів.                                   |
| Дюк Тягнюк           | Алан Тудик            | Дмитро Бузинський    | Мала ласка, який продає піратські копії DVD.                                                   |
| Пан Велет            | Моріс ЛаМарш          | Назар Задніпровський | Арктична мідиця, босс мафії Тундратауну.                                                       |
| Фінік                | Томас Лістер          | Євген Сінчуков       | Фенек, партнер Ніка, який видає з себе малюка.                                                 |
| Пані Видревська      | Октавія Спенсер       | Олена Бліннікова     | Канадська видра, стурбована зникненням свого чоловіка.                                         |
| Гідеон Грей          | Філ Джонстон          | Сергій Солопай       | Рудий лис, шкільний хуліган який ображав Джуді у дитинстві.                                    |
| Шмиг                 | Раймонд С. Персі      | Дмитро Завадський    | Трипалий лінивець, який працює в департаменті пересування ссавців.                             |
| Інструкторка         | Ф. Дж. Волкер         | Ганна Левченко       | Біла ведмедиця, тренер у поліцейській академії.                                                |
| Лео Пардас           | Сем Елліот            | Борис Георгієвський  | Чорна пантера, шофер пана Велета.                                                              |

А також: Олена Борозенець, Дмитро Вікулов, Андрій Гайдай, Віктор Григор'єв, В'ячеслав Дудко, Володимир Канівець, Катерина Качан, Роман Молодій, Вікторія Москаленко, Сергій Нікітін, Володимир Плахов, Ольга Радчук, Юрій Сосков, Дмитро Тварковський, Вікторія Хмельницька, Олексій Череватенко, Арсен Шавлюк.
Українською мовою було також перекладено і заголовну пісню «Не відступлю», яку за сюжетом виконує головна героїня — Газель. Її співає Злата Огневич.

## Виробництво
Проєкт був оголошений у серпні 2014 року на виставці D23 Expo.

## Товар
Вийшла картярська гра за мотивами фільму Zootopia: Suspect Search, а також гра для мобільних телефонів під назвою Zootopia Crime Files.

### Атракціони тематичного парку
22 січня 2019 року Disney Parks оголосили, що тематична зона, заснована на Zootopia, має прийти в Шанхайський Діснейленд-парк, а будівництво на землі почнеться 9 грудня 2019 року. Під час пандемії COVID-19 будівництво на короткий період було призупинено, але до червня 2020 року будівництво було відновлено.

## Сприйняття

### Критика
«Зоотрополіс» отримав схвальні відгуки від критиків. На вебсайті Rotten Tomatoes стрічка має рейтинг 99 %, оснований на 153 рецензіях критиків, а його середній бал становить 8,1/10. На Metacritic фільм отримав 78 балів зі 100, які засновані на 39 рецензіях, що означає «загальне схвалення».

### Касові збори
У США стрічка вийшла 4 березня 2016 року. За перший вік-енд прокату фільм зібрав понад 75 мільйонів доларів у 3 827 кінотеатрах. За другий вік-енд — понад 51 мільйон доларів. В Україні «Зоотрополіс» став найкасовішим анімаційним фільмом за всю історію прокату, а також п'ятим найкасовішим проєктом серед усіх фільмів за всі роки.

### Нагороди й номінації
| Список нагород і номінацій           | Список нагород і номінацій | Список нагород і номінацій     | Список нагород і номінацій                                            | Список нагород і номінацій | Список нагород і номінацій |
| Кінопремія                           | Дата церемонії             | Категорія                      | Номінант(и)                                                           | Результат                  | Дж                         |
| ------------------------------------ | -------------------------- | ------------------------------ | --------------------------------------------------------------------- | -------------------------- | -------------------------- |
| Кінопремія Голлівуду                 | 6 листопада 2016           | Найкращий анімаційний фільм    | «Зоотрополіс»                                                         | Перемога                   | [ 16 ]                     |
| Американський інститут кіномистецтва | 6 січня 2017               | 10 найкращих фільмів року      | «Зоотрополіс»                                                         | Перемога                   | [ 17 ] [ 18 ]              |
| Премія «Золотий глобус»              | 8 січня 2017               | Найкращий анімаційний фільм    | «Зоотрополіс»                                                         | Перемога                   | [ 19 ] [ 20 ]              |
| Премія Гільдії продюсерів США        | 28 січня 2017              | Найкращий продюсер мультфільму | Кларк Спенсер                                                         | Перемога                   | [ 21 ]                     |
| Премія «Енні»                        | 4 лютого 2017              | Найкращий анімаційний фільм    | «Зоотрополіс»                                                         | Перемога                   | [ 22 ]                     |
| Премія БАФТА                         | 12 лютого 2017             | Найкращий анімаційний фільм    | «Зоотрополіс»                                                         | Номінація                  | [ 23 ]                     |
| Cinema Audio Society Awards          | 18 лютого 2017             | Найкращий звук у мультфільмі   | Пол Мак-Грат, Девід Е. Флюр, Гебріел Гай, Джоел Іватакі, Скотт Кертіс | Номінація                  | [ 24 ]                     |